# Grande Prêmio da França de 1975
Resultados do Grande Prêmio da França de Fórmula 1 realizado em Paul Ricard em 6 de julho de 1975. Nona etapa da temporada, teve como vencedor o austríaco Niki Lauda, da Ferrari.

## Classificação da prova
| Pos. | Nº | Piloto                | Construtor      | Voltas | Tempo/Diferença | Grid | Pontos |
| ---- | -- | --------------------- | --------------- | ------ | --------------- | ---- | ------ |
| 1    | 12 | Niki Lauda            | Ferrari         | 54     | 1:40:18.84      | 1    | 9      |
| 2    | 24 | James Hunt            | Hesketh-Ford    | 54     | + 1.59          | 3    | 6      |
| 3    | 2  | Jochen Mass           | McLaren-Ford    | 54     | + 2.31          | 7    | 4      |
| 4    | 1  | Emerson Fittipaldi    | McLaren-Ford    | 54     | + 39.77         | 10   | 3      |
| 5    | 27 | Mario Andretti        | Parnelli-Ford   | 54     | + 1:02.08       | 15   | 2      |
| 6    | 4  | Patrick Depailler     | Tyrrell-Ford    | 54     | + 1:07.40       | 13   | 1      |
| 7    | 23 | Tony Brise            | Hill-Ford       | 54     | + 1:09.61       | 12   |        |
| 8    | 17 | Jean-Pierre Jarier    | Shadow-Ford     | 54     | + 1:19.78       | 4    |        |
| 9    | 3  | Jody Scheckter        | Tyrrell-Ford    | 54     | + 1:31.68       | 2    |        |
| 10   | 5  | Ronnie Peterson       | Lotus-Ford      | 54     | + 1:36.02       | 17   |        |
| 11   | 21 | Jacques Laffite       | Williams-Ford   | 54     | + 1:36.77       | 16   |        |
| 12   | 15 | Jean-Pierre Jabouille | Tyrrell-Ford    | 54     | + 1:37.13       | 21   |        |
| 13   | 18 | John Watson           | Surtees-Ford    | 53     | + 1 volta       | 14   |        |
| 14   | 7  | Carlos Reutemann      | Brabham-Ford    | 53     | + 1 volta       | 11   |        |
| 15   | 31 | Gijs van Lennep       | Ensign-Ford     | 53     | + 1 volta       | 22   |        |
| 16   | 22 | Alan Jones            | Hill-Ford       | 53     | + 1 volta       | 20   |        |
| 17   | 14 | Bob Evans             | BRM             | 52     | + 2 voltas      | 25   |        |
| 18   | 10 | Lella Lombardi        | March-Ford      | 50     | + 4 voltas      | 26   |        |
| Ret  | 8  | José Carlos Pace      | Brabham-Ford    | 26     | Transmissão     | 5    |        |
| Ret  | 6  | Jacky Ickx            | Lotus-Ford      | 17     | Freios          | 19   |        |
| Ret  | 30 | Wilson Fittipaldi     | Fittipaldi-Ford | 14     | Motor           | 23   |        |
| Ret  | 9  | Vittorio Brambilla    | March-Ford      | 6      | Chassis         | 8    |        |
| Ret  | 11 | Clay Regazzoni        | Ferrari         | 6      | Motor           | 9    |        |
| Ret  | 28 | Mark Donohue          | Penske-Ford     | 6      | Transmissão     | 18   |        |
| Ret  | 16 | Tom Pryce             | Shadow-Ford     | 2      | Transmissão     | 6    |        |
| DNS  | 20 | François Migault      | Williams-Ford   | 0      | Não largou      | 24   |        |

## Tabela do campeonato após a corrida
| Pos. | Piloto             | Pontos |
| ---- | ------------------ | ------ |
| 1    | Niki Lauda         | 47     |
| 2    | Carlos Reutemann   | 25     |
| 3    | Emerson Fittipaldi | 24     |
| 4    | James Hunt         | 22     |
| 5    | José Carlos Pace   | 18     |

| Pos. | Construtor   | Pontos  |
| ---- | ------------ | ------- |
| 1    | Ferrari      | 50      |
| 2    | Brabham-Ford | 36 (38) |
| 3    | McLaren-Ford | 30,5    |
| 4    | Hesketh-Ford | 22      |
| 5    | Tyrrell-Ford | 20      |

- Nota: Somente as primeiras cinco posições estão listadas. A temporada de 1975 foi dividida em dois blocos de sete corridas onde cada piloto descartaria um resultado. Neste ponto esclarecemos: na tabela dos construtores figurava somente o melhor colocado dentre os carros do mesmo time.